# Nathan Bitumazala
Nathan Bitumazala, né le 10 décembre 2002 à Fontainebleau en France, est un footballeur franco-congolais qui joue au poste de milieu défensif à la KAS Eupen.

## Biographie

### Formation
Nathan Bitumazala commence sa formation en à Savigny-le-Temple en Seine-et-Marne, avant de rejoindre le Paris Saint-Germain en 2015. Il y signe son premier contrat professionnel en septembre 2020.

### Carrière

#### Paris Saint-Germain FC
Le 11 septembre 2021, Bitumazala fait ses débuts en professionnel avec le PSG lors de la 5e journée de Ligue 1 contre le Clermont Foot 63. Il remplace Presnel Kimpembe à la 80e minute, le score final est de 4-0. Ce match lui permet d'être sacré champion de France de football au terme de la saison.

#### KAS Eupen
Le 17 août 2022, il rejoint le KAS Eupen dans le cadre d'un transfert définitif. Il y a signé un contrat portant sur 4 saisons, soit jusqu'au 30 juin 2026.
Sa 1ere saison en Belgique débute lentement, le joueur ne faisant pas toujours partie de la sélection finale.
Cependant, il enchaîne lors du 2e tour où il jouera au total 15 matches de championnat (dont 9 titularisations).
Sa 2e saison est plus compliquée. En effet, l'entraîneur allemand Florian Kohfeldt ne compte pas sur lui et Nathan Bitumazala n'est même pas convié au stage de mi-saison pour préparer le 2e tour du championnat.

## Palmarès
| Paris Saint-Germain - Championnat de France (1) - Champion : 2021-22. |

## Statistiques
| Saison                | Club                  | Championnat           | Championnat | Championnat | Championnat | Coupe(s) nationale(s) | Coupe(s) nationale(s) | Coupe(s) nationale(s) | Supercoupe | Supercoupe | Supercoupe | Compétition(s) continentale(s) | Compétition(s) continentale(s) | Compétition(s) continentale(s) | Compétition(s) continentale(s) | Total | Total | Total |
| Saison                | Club                  | Division              | M.          | B.          | P.d.        | M.                    | B.                    | P.d.                  | M.         | B.         | P.d.       | Comp.                          | M.                             | B.                             | P.d.                           | M.    | B.    | P.d.  |
| 2021-2022             | Paris Saint-Germain   | Ligue 1               | 1           | 0           | 0           | -                     | -                     | -                     | -          | -          | -          | C1                             | -                              | -                              | -                              | 1     | 0     | 0     |
| 2022-2023             | KAS Eupen             | Division 1A           | 15          | 0           | 1           | 1                     | 0                     | 0                     | -          | -          | -          | -                              | -                              | -                              | -                              | 16    | 0     | 1     |
| 2023-2024             | KAS Eupen             | Division 1A           | 6+2         | 0           | 0           | 1                     | 0                     | 0                     | -          | -          | -          | -                              | -                              | -                              | -                              | 9     | 0     | 0     |
| 2024-2025             | KAS Eupen             | Division 1B           | 8           | 0           | 2           | 1                     | 0                     | 0                     | -          | -          | -          | -                              | -                              | -                              | -                              | 9     | 0     | 2     |
| Sous-total            | Sous-total            | Sous-total            | 31          | 0           | 3           | 3                     | 0                     | 0                     | -          | -          | -          | -                              | -                              | -                              | -                              | 34    | 0     | 3     |
| Total sur la carrière | Total sur la carrière | Total sur la carrière | 32          | 0           | 3           | 3                     | 0                     | 0                     | -          | -          | -          | -                              | -                              | -                              | -                              | 35    | 0     | 3     |